# Docodon striatus
Docodon striatus es una espècie de cinodont mamaliaforme del període Juràssic que visqué al nord de Mèxic i el sud dels Estats Units fa aproximadament 150–144 milions d'anys. Se sap molt poc d'aquest animal, que només és conegut a partir de dents fossilitzades. Fou descrit per Othniel Charles Marsh el 1881. Es creu que mesurava 10 cm d'alçada i és present a les zones estratigràfiques 2–6.

## Pes
El 2009, un estudi de J. R. Foster estimà les masses corporals dels mamífers de la formació de Morrison, del Juràssic superior, utilitzant com referència la ràtio llargada dental-massa corporal dels marsupials moderns. Foster conclou que Docodon era el mamífer més pesant de la formació, amb un pes de 141 g.